# Аґата Смоктунович
Аґата Смоктунович (пол. Agata Smoktunowicz; нар. 12 жовтня 1973) — польська вчена-математик,  яка працює нині в Единбурзькому університеті. Науковий інтерес  дослідниці — абстрактна алгебра.

## Життєпис
Народилась Аґата Смоктунович 12 жовтня 1973 року у Варшаві (Республіка Польща).
28 червня 1997 року успішно захистила магістерську роботу на факультеті математики, механіки та інформатики Варшавського університету. 27 жовтня 1999 року в Інституті математики Польської академії наук Смоктунович з відзнакою захистила докторську дисертацію «Радіали поліноміальних кілець» та отримала ступінь доктора філософії. За цю роботу вона отримала у 2001 році нагороду міністра освіти Польщі та премію Гжегожа Бялковського. 26 жовтня 2007 року знову в Польській академії наук пройшов захист її габілітації. Того ж року їй було присвоєно звання професора.
З 2001 року до 2003 року викладала математику в Єльському університеті. У 2004 році працювала Каліфорнійському університеті (Сан-Дієго). У 2005 році вона приєдналася до Единбурзького університету, в якому з 2007 року займала посаду професора. У 2011 році була запрошена викладати математику до університету Геттінгена.

## Внесок
Внесок у розвиток математики Аґати Смоктунович включає побудову некомутативних нуль-кілець, розв'язання відомої проблеми, сформульованої в 1970 році Ірвінгом Капланським. Вона довела гіпотезу обриву Артин – Стаффорда, згідно з якою розмірність Гельфанда – Кириллова градуйованого кільця без дільників нуля не може потрапити у відкритий інтервал (2,3). Вона також знайшла приклад нульового ідеалу кільця R, який не підіймається до нульового ідеалу поліноміального кільця R [X], спростовуючи гіпотезу Аміцура і натякаючи на те, що гіпотеза Кете може бути хибною.

## Нагороди та досягнення
У 2006 році Аґата Смоктунович була запрошена доповідачем на Міжнародний конгрес математиків. Вона отримала премію Уайтхеда від Лондонського математичного товариства в 2006 році, премію Європейського математичного товариства в 2008 році, а також премію Меморіал Едмунда Віттекера в Единбурзькому математичному товаристві в 2009 році. У 2009 році вона була обрана членом Королівського товариства в Единбурзі, і в 2012 році вона стала одним з перших стипендіатів Американського математичного товариства. У 2018 році за математичні дослідження вона здобула щорічну нагороду від Польської академії наук.

## Обрані публікації
- Smoktunowicz, Agata (2000), "Polynomial rings over nil rings need not be nil", Journal of Algebra, 233 (2): 427–436, doi:10.1006/jabr.2000.8451, MR 1793911.
- Huh, Chan; Lee, Yang; Smoktunowicz, Agata (2002), "Armendariz rings and semicommutative rings", Communications in Algebra, 30 (2): 751–761, doi:10.1081/AGB-120013179, MR 1883022.
- Smoktunowicz, Agata (2002), "A simple nil ring exists", Communications in Algebra, 30 (1): 27–59, doi:10.1081/AGB-120006478, MR 1880660.
- Smoktunowicz, Agata (2006), "There are no graded domains with GK dimension strictly between 2 and 3", Inventiones Mathematicae, 164 (3): 635–640, Bibcode:2006InMat.164..635S, doi:10.1007/s00222-005-0489-1, MR 2221134.